# Долина Стікса

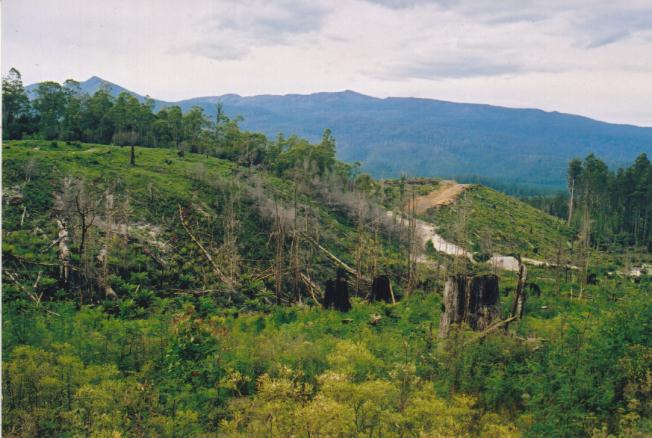

Долина Стікса (англ. Styx Valley) — долина річки Стікс на півдні Тасманії.

## Географія
Долина розташована в гористому районі на відстані сотні кілометрів на північний захід від Хобарта неподалік від містечка Майдена. Район важкодоступний, з безліччю річок і струмків, що впадають в річку Стікс, притоку Дервента. Долина Стікса, частина об'єкта ЮНЕСКО «Дика природа Тасманії», покрита первісним дощовим лісом з унікальною біотою Тасманії.
На південному заході розташований Південно-Західний національний парк. Північніше розташована Верхня Флорентінська долина, на схід — долина Велд.

## Флора
У долині росте найвище дерево планети евкаліпт царський, а також атеросперма, Nothofagus cunninghamii, ендемік острова Phyllocladus aspleniifolius, деревоподібна папороть діксонія антарктична, безліч мохів та лишайників. У 2002 році в долині був виявлений величезний евкаліпт, названий Ель-Гранде, але він був пошкоджений пожежею в квітні 2003 року. У грудні 2003 року дерево загинуло.
У 2000-і роки територія долини стала об'єктом боротьби між екологами та лісопромисловцями.